# ITF Women's Circuit Wenshan 2011
L'ITF Women's Circuit Wenshan 2011 è stato un torneo di tennis facente parte della categoria ITF Women's Circuit nell'ambito dell'ITF Women's Circuit 2011. Il torneo si è giocato a Wenshan in Cina dal 28 marzo al 3 aprile 2011 su campi in cemento e aveva un montepremi di $50,000.

## Vincitori

### Singolare
Iryna Brémond ha battuto in finale  Ani Mijačika con il punteggio di 7–5, 3–6, 7–5

### Doppio
Shūko Aoyama /  Rika Fujiwara hanno battuto in finale  Liang Chen /  Tian Ran con il punteggio di 6–4, 6–0